# Köstendorf
Köstendorf é um município da Áustria, situado no distrito de Salzburg-Umgebung, no estado de Salzburgo. Tem 23,12 km² de área e sua população em 2019 foi estimada em 2.672 habitantes.